# Martín Bravo
Martín Bravo (* 19. September 1986 in Santa Fe) ist ein argentinischer Fußballspieler auf der Position des Stürmers.

## Leben
Hervorgegangen aus dem Nachwuchsbereich seines Heimatvereins Club Atlético Colón, begann er bei diesem Verein auch seine Profikarriere im Jahr 2006. Im Sommer 2007 wurde er an den Club Atlético San Martín ausgeliehen. Dieser Verein spielte in jener Saison überhaupt erst zum zweiten Mal (nach 1970) in der argentinischen Primera División, musste aber am Ende der Saison 2007/08 wieder in die Zweitklassigkeit zurückkehren.
Für die Saison 2008/09 in Argentinien noch ohne regelkonformen Vertrag ausgestattet, unterschrieb er beim mexikanischen Erstligisten UNAM Pumas, was beim argentinischen Fußballverband Irritationen und Proteste auslöste. Denn für den Verband war Bravo noch immer an seinen Ex-Verein Colón gebunden.
Wie auch immer der Streit verlaufen sein mag: Seit der Saison 2008/09 steht Bravo bei den Pumas unter Vertrag und gewann mit ihnen bereits zwei Meistertitel in der Clausura 2009 und der Clausura 2011.

## Erfolge
- Mexikanischer Meister: Cla 2009, Cla 2011